# St. Petersburgische Zeitung
Le St. Petersburgische Zeitung (à partir de 1852 : St. Petersburger Zeitung) ("journal de Saint-Pétersbourg") est un ancien journal de langue allemande à Saint-Pétersbourg, publié entre 1727 et 1915 dans l'Empire russe.